# Rossdhu House

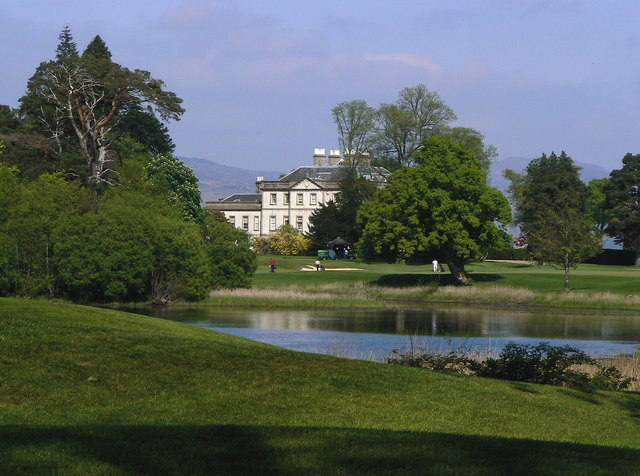
Rossdhu House

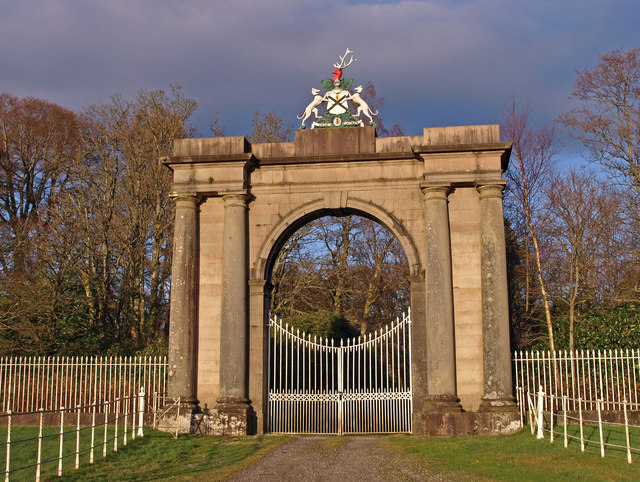
Toreinfahrt von Rossdhu House

Rossdhu House ist ein Herrenhaus nahe der schottischen Ortschaft Luss in der Council Area Argyll and Bute. Es liegt auf einer Landspitze an dem Ufer von Loch Lomond und bildet das Zentrum der Ländereien von Rossdhu House. Diese reichen bis zur A82, die Glasgow über Fort William mit Inverness verbindet. 1971 wurde Rossdhu House in die schottischen Denkmallisten in der höchsten Kategorie A aufgenommen. Auf den Ländereien von Rossdhu House sind verschiedene Außengebäude zu finden, welche teilweise selbst ebenfalls denkmalgeschützt sind. Der Torbogen, der die Einfahrt markiert ist als einziges dieser Bauwerke ebenfalls in der Kategorie A eingeordnet.

## Geschichte
Auftraggeber des Gebäudes war James Colquhoun, 2. Baronet, in dessen Familienbesitz sich die Ländereien bereits seit dem 14. Jahrhundert befanden.  Die Planung des Gebäudes übernahm James Baxter, wobei eventuell auch teilweise James Clerk, 3. Baronet daran beteiligt war. Nach zweijähriger Bauzeit wurde Rossdhu House schließlich 1774 fertiggestellt. Es fungierte in der Folge als Stammsitz der Colquhouns. Substanzielle Anbauten wurden im Jahre 1817 hinzugefügt. Rossdhu House war bis in die 1990er Jahre bewohnt und wurde dann als Vereinshaus an den lokalen Golfclub verpachtet, der auch für Renovierungs- und Instandsetzungsmaßnahmen verantwortlich war aber auch Anbauten hinzufügte.